# Fritz Rettmann
Fritz Rettmann (* 5. Februar 1902 in Berlin; † 20. Juli 1981 ebenda) war ein deutscher kommunistischer Politiker, Gewerkschafter, Widerstands- und Spanienkämpfer.

## Leben

### 1902–1933
Rettmann, Sohn eines Arbeiters, besuchte die Volksschule und machte anschließend eine Lehre zum Werkzeugmacher. 1916 trat er dem Deutschen Metallarbeiter-Verband (DMV) bei. 1919 wurde er Mitglied der Freien Sozialistischen Jugend. Von 1920 bis 1928 war er Mitglied der Kommunistischen Arbeiterpartei Deutschlands (KAPD). Von 1920 bis 1930 war er als Werkzeugmacher in unterschiedlichen Berliner Betrieben tätig, darunter bei der AEG, Siemens und C. Lorenz. Von 1921 bis 1928 war er Mitglied des geschäftsführenden Vorstandes der Allgemeinen Arbeiter-Union. 1928 schloss er sich der KPD an und wurde Mitglied der Betriebszelle der AEG Ackerstraße. Ab Ende 1930 war er Sekretär für Agitation des kommunistischen Einheitsverbandes der Metallarbeiter Berlins (EVMB). Mitte Januar 1933 wurde Rettmann zum Organisationssekretär und damit gleichzeitig zum stellvertretenden Vorsitzenden des EVMB gewählt.

### 1933–1945
Nach der „Machtergreifung“ der Nationalsozialisten arbeitete Rettmann zunächst in den illegalen Strukturen des EVMB, der ab März 1933 als gewerkschaftliche Kaderorganisation Widerstand leistete. Zwischen Februar und August 1933 war Rettmann Leiter des illegalen EVMB. Nachdem er in dieser Funktion von Rudolf Lentzsch abgelöst worden war, betätigte er sich illegal als Instrukteur für die Berliner KPD-Unterbezirke Weißensee, Lichtenberg, Friedrichshain und Kreuzberg. 1934/35 besuchte er die Internationale Lenin-Schule in Moskau. 1935 nahm er als Delegierter am VII. Weltkongress der Komintern teil. Im selben Jahr kehrte er im Auftrag der Partei für vier Wochen illegal nach Deutschland zurück, dann emigrierte er in die Niederlande. Von Oktober 1936 bis 1938 gehörte er den Internationalen Brigaden an und nahm am Spanischen Bürgerkrieg teil. Dort wurde er Kapitän und Politkommissar der Zweiten Kompanie des Etgar-André-Bataillons. Nach einer Verwundung wurde er Politischer Leiter der Zweiten Parteischule und Instrukteur der Offiziersschule bei Poso Rubio. Im Juli 1938 floh er nach Frankreich und wurde Schulungsleiter der KPD in Paris. 1939 wurde er verhaftet und war bis 1943 in Frankreich interniert, zuletzt im Camp de Gurs. 1943 nach Deutschland ausgeliefert, war er bis 1945 im KZ Sachsenhausen inhaftiert. In der Nacht zum 1. Mai 1945 wurde er durch die Rote Armee befreit.

### 1945–1981

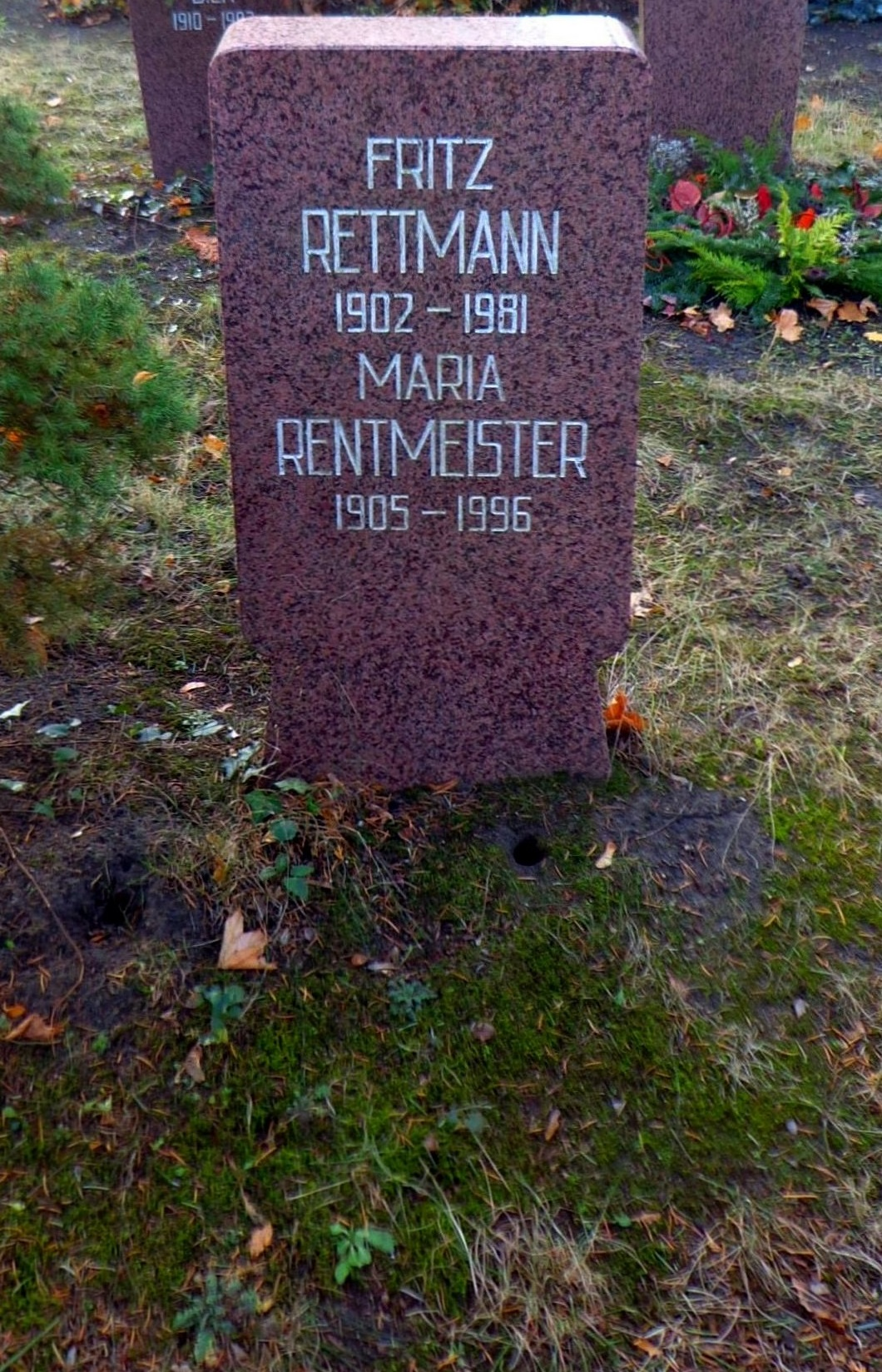
Grabstätte von Fritz Rettmann und Maria Rentmeister

Im Mai 1945 kehrte Rettmann nach Berlin zurück und war zunächst zuständig für die Kulturarbeit im Bezirksamt Reinickendorf. Von 1945 bis 1951 war er Erster Vorsitzender der IG Metall von Groß-Berlin sowie Vorstandsmitglied des FDGB. Seit 1946 war er Mitglied der SED. 1952 wurde er Magistratsdirektor für Berufsausbildung in Berlin, 1953 dann Direktor für Arbeit im VEB Großdrehmaschinenbau „7. Oktober“ in Berlin-Weißensee. Ab 1955 war er Erster Sekretär der Bezirksleitung Berlin der Gesellschaft für Sport und Technik (GST) sowie stellvertretender Vorsitzender der GST. Zwischen 1957 und 1962 war Rettmann Leiter der Abteilung Gewerkschaft, Sozial- und Gesundheitswesen bzw. Abteilung Gewerkschaften und Sozialpolitik beim ZK der SED. 1958 wurde er Mitglied der SED-Bezirksleitung Berlin. Von 1959 bis 1972 war Rettmann Mitglied des FDGB-Bundesvorstandes, ab 1962 ehrenamtlicher Vorsitzender des Arbeitskreises „Verdienter Gewerkschaftsveteranen“ ebenda und Mitarbeiter des Lehrstuhls Geschichte der Hochschule des FDGB „Fritz Heckert“. Er war ehrenamtlicher Mitarbeiter der Westkommission des ZK der SED. 1963 gehörte er zu den Mitbegründern des Solidaritätskomitees für das spanische Volk und wurde dessen stellvertretender Vorsitzender.
Verheiratet war er mit Maria Rentmeister. Ihre Urnen wurden in der Grabanlage Pergolenweg des  Berliner Zentralfriedhofs Friedrichsfelde beigesetzt.

## Ehrungen
- Hans-Beimler-Medaille (1956)
- Vaterländischer Verdienstorden in Silber (1957) und in Gold (1962)
- Medaille für Kämpfer gegen den Faschismus 1933 bis 1945 (1958)[2]
- Banner der Arbeit (1958)
- Karl-Marx-Orden (1975)

## Werke
- Aus dem Leben eines Sozialisten. Tribüne, Berlin 1963.
- Aus dem Leben eines Spanienkämpfers. Verlag Junge Welt, Berlin 1972.